# Korsikas historie
Korsikas historie går tilbage til antikken. Øen har været erobret af flere forskellige imperier, bl.a. Romerriget i år 273 e.v.t., vandalerne erobrede øen i 430 og siden kom det Byzantinske Rige et århundrede senere. Germanerne hærgede i de følgende århundreder og i 774 erobrede Karl den Store øen.

## Forhistorisk tid
De ældste spor af mennesker på øen stammer fra tiden omkring 6-7.500 f.Kr. På det tidspunkt levede en gruppe nær det nuværende Bonifacio som jægere og kvægavlere. Plantedyrkning blev derimod først kendt i slutningen af det 3. årtusinde f.Kr. Brugen af bronze kendes fra det 2. årtusinde f.Kr., og jernalderen begynder så småt i det sidste årtusinde f.Kr. Urbefolkningen på Korsika bestod – som mange steder i Europa – formentlig af iberer, som dog med tiden er blevet blandet med forskellige andre folkeslag.

## Oldtiden
Omkring 560 f.Kr. begyndte bystaten Fokaia koloniseringen af Korsika ved at grundlægge Alalia (i dag: Aléria), men etruskerne fordrev dem allerede 20 år senere med hjælp fra Karthago, og fra omkring 300 f.Kr. var hele øen under Karthagos herredømme. Kort efter den 1. puniske krig, i 238 f.Kr., erobrede romerne øen, og i 227 f.Kr. blev den gjort til en provins sammen med Sardinien. Den romerske magt var dog svag inde på øen, og den blev betragtet som et yderkantområde i riget. Så sent som år 41-49 e.Kr. blev Korsika brugt som forvisningssted for Seneca den yngre. Hovedindtjeningen for øboerne kom fra salg af tømmer, kvæg og honning.

## Middelalderen
Under det vestromerske riges svækkelse blev øen overfaldet flere gange, f.eks. i 455 da vandalerne erobrede den. I 500-tallet slog kristendommen igennem, og paverne hævdede at have arvet det romerske overherredømme på Korsika. Efter at araberne havde erobret hele Nordafrika og Spanien, angreb de igen og igen øerne i Middelhavet og dermed også Korsika. Når indbyggerne havde fanget én af angriberne, blev hans hoved afhugget og båret rundt på en stage. Deraf kommer det nationale symbol: maurerhovedet.
I 1076 overlod paverne det til Pisa at forvalte øen, og i 1347 overtog Genova den. De gjorde meget for infrastrukturen, byggede veje og broer, hvoraf mange er i brug endnu i dag. De urolige forhold medførte, at beboerne søgte ind på øen, sådan at de fleste større bysamfund lå langt fra kysten. Til beskyttelse mod maurerne og sørøvere lod genoveserne opføre vagttårne rundt langs hele kysten. Disse tårne står stadig let genkendelige helt ude ved havet.

## Oprør
Befolkningen rejste sig gentagne gange til oprør mod genoveserne, det kraftigste blev i 1550'erne ledet af Sampiero Corso. Et nyt, langvarigt oprør blev indledt i 1729, og det gjorde en ende på genovesernes herredømme, men først i 1755 lykkedes det korsikanerne at få deres frihed. Under ledelse af "nationens fader" (U Babbu di a Patria), Pasquale Paoli, skabte korsikanerne derefter en demokratisk stat med den første, frie forfatning og et forholdsvis moderne forvaltningssystem.

## Revolutionstiden
Derpå solgte Genova Korsika til Frankrig, som besejrede de korsikanske styrker ved Ponte Nuovu i 1769. Korsika har siden været en del af den franske stat, lige med undtagelse af nogle år under den franske revolution, da øen var på engelske hænder.
Korsika er Napoleon Bonapartes (han blev døbt: Napoleone Buonaparte) fødested, hvor hans forældre tilhørte den lokale lavadel. På det tidspunkt var øen under fransk besættelse, og de korsikanske adelige fik tilbud om at få franske adelstitler, hvis de kunne bevise deres afstamning uden problemer. Derfor tog forældrene til Frankrig, ændrede navn fra Buonaparte til Bonaparte og lod den unge Napoleon gå i fransk skole.

## Vor tid
I løbet af det 20. århundrede foregik der en uafbrudt indvandring af franskmænd fra hovedlandet, og efter Algierkrigen blev de fordrevne franskmænd fra Nordafrika (les pieds noirs) indkvarteret på Korsika, sådan at korsikanerne nu er et mindretal på deres egen ø.
Der har længe eksisteret en modstandsbevægelse, som vil løsrive øen mere eller mindre fra Frankrig. Den får næring fra den stejle modstand, som ethvert ønske om selvstyre møder i Paris, fordi man frygter, at eftergivenhed kunne få andre mindretal på de samme tanker.
Nogle af bevægelserne er blevet utålmodige og forsøger at fremtvinge en løsning ved voldelige metoder (se FLNC). Den daværende ministerpræsidet, Lionel Jospin, kom i 2000 med et tilbud om en betydelig grad af selvstyre for Korsika for at modvirke den stigende vold, men forslaget mødte kraftig modstand i nationalforsamlingen, og situationen er fastlåst efter at et mindre vidtgående forslag blev forkastet ved en folkeafstemning i 2003.

## Eksterne links
- Historien set fra et korsikansk synspunkt Arkiveret 12. maj 2007 hos  Wayback Machine (fransk)
- Kronologi Arkiveret 10. maj 2007 hos  Wayback Machine (fransk)
- Korsikas historie, kort Arkiveret 27. september 2007 hos  Wayback Machine (engelsk)